# Budynek Centrum Kształcenia Ustawicznego w Toruniu
Budynek Centrum Kształcenia Ustawicznego w Toruniu (dawniej Szkoła Średnia dla Chłopców, niem. Knaben Mittelschule) – neogotycki budynek znajdujący się przy placu św. Katarzyny 8 w Toruniu, oddany do użytku w 1901 roku. Od 1978 roku siedziba Centrum Kształcenia Ustawicznego. Obiekt figuruje w gminnej ewidencji zabytków (nr 2113).

## Historia
Pod koniec XIX wieku rozpoczęto przygotowania pod budowę nowej szkoły. Dotychczas w Toruniu istniała szkoła dla chłopców przy ul. Jęczmiennej w Nowym Mieście, jednak nie spełniała ona norm. Pod koniec XIX wieku złagodzono przepisy policyjno-budowlane, co pozwoliło na rozpoczęcie prac nad budową szkoły na przedmieściach Torunia. Szkołę wybudowano na już mocno zabudowanym Przedmieściu św. Katarzyny, na wolnej parceli u zbiegu Moltkestrasse (ul. Dąbrowskiego) i Katharinenstrasse (pl. św. Katarzyny).
Szkołę zaprojektował budowniczy miejski Otto Schulz. Według projektu szkoła w rzucie podobnym do litery „H” miała liczyć dwa piętra, na każdym z nich miało znajdować się po osiem klas. Na parterze miały znaleźć się również pokój rektora, biblioteka, pracownia fizyczna z laboratorium. Na pierwszym piętrze zaplanowano salę konferencyjną, salę rysunkową oraz pracownie kartograficzne, a na drugim piętrze aula. Projekt zaakceptowano w kwietniu 1899 roku, wymuszono na Schulzu uproszczenie go pod względem dekoracji.
Szkołę średnią dla chłopców z ulicy Jęczmiennej przeniesiono do nowego gmachu w 1901 roku, gdy jeszcze prowadzono prace wykończeniowe. W gmachu przy ul. Jęczmiennej pozostała szkoła podstawowa i szkoła żeńska.
Po I wojnie światowej szkoła średnia uzyskała status koedukacyjnej. Od 1922 roku w budynku działała Dokształcająca Szkoła Zawodowa. W 1924 roku szkołę rozdzielono na Publiczną Szkołę Wydziałową Męską i Publiczną Szkołę Wydziałową Żeńską. Szkoły połączono w 1933 roku. Podczas II wojny światowej w budynku funkcjonowała Niemiecka Szkoła Średnia oraz szkoła powszechna oraz (od lutego 1942 roku) szpital wojskowy. W lutym 1945 roku budynek zajęły wojska sowieckie. Miasto odzyskało budynek w październiku 1945 roku. Działały tu m.in. Szkoła Powszechna dla Dorosłych nr 1, Liceum Wieczorowe dla Pracujących im. Stefana Żeromskiego, Szkoła Przysposobienia Rolniczego. 1 sierpnia 1978 roku w budynku rozpoczęło działalność Centrum Kształcenia Ustawicznego.